# 布拉德福德 (賓夕法尼亞州)

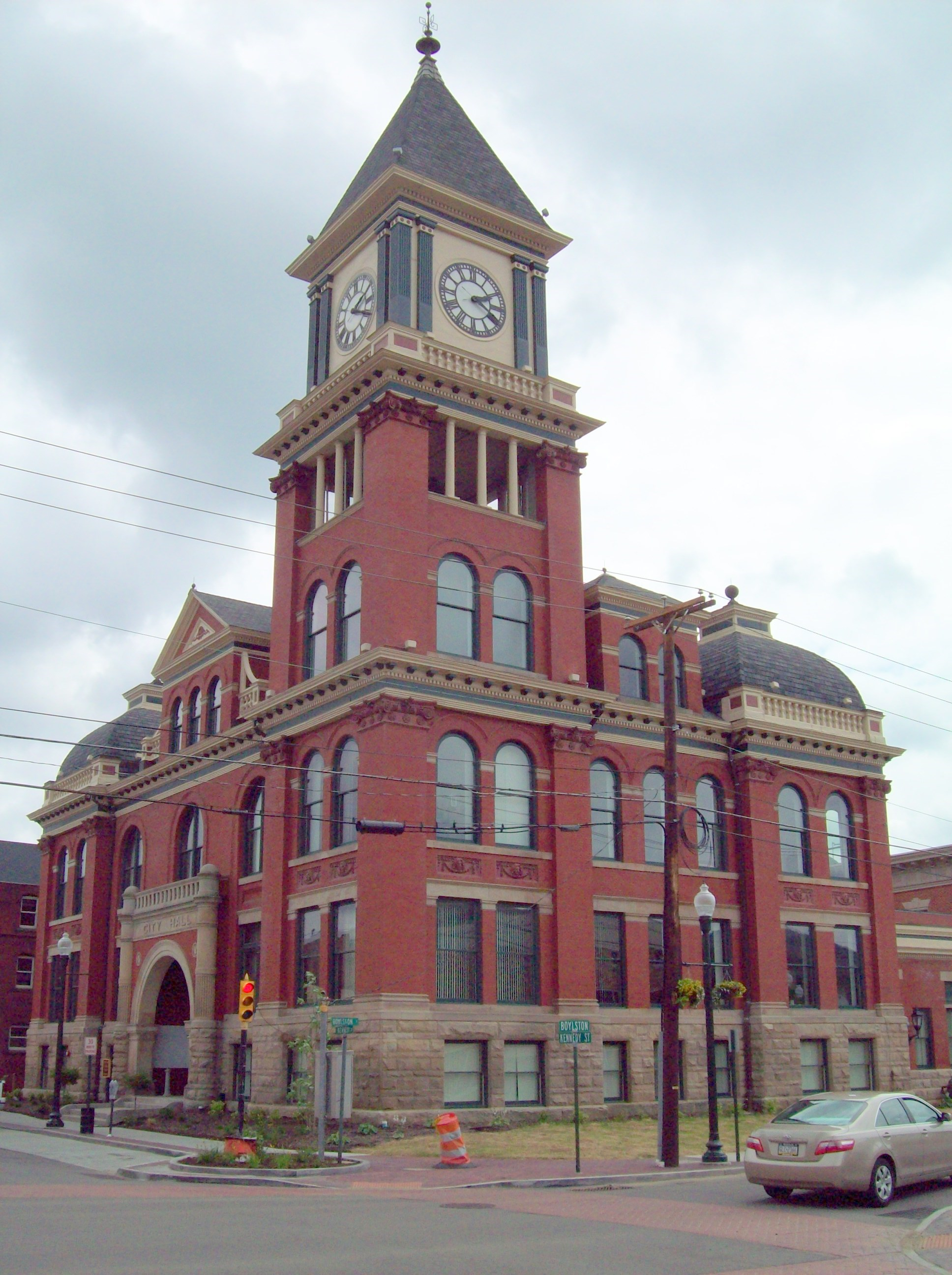
布拉德福德市政廳

布拉德福德（Bradford）位於美國賓夕法尼亞州麥基恩縣，2020年有人口7,849人。布拉德福德是著名打火機品牌Zippo的產地。